# 東武9000系電車
東武9000系電車（とうぶ9000けいでんしゃ）は、東武鉄道の通勤形電車。帝都高速度交通営団（現・東京地下鉄〈東京メトロ〉）有楽町線直通用として、1981年（昭和56年）に登場した。
本項では、9000型のマイナーチェンジ車として1994年（平成6年）に登場した9050型電車についても記述する。また、個々の編成を表す場合は池袋、新木場、元町・中華街方先頭車の車両番号の末尾に「F」（「編成」を意味する英語：Formationの頭文字）を付して表記する。

## 概要
東上線と帝都高速度交通営団（現・東京地下鉄〈東京メトロ〉）有楽町線との相互直通運転用車両として製造された。
全編成が10両編成で、東上本線のみに所属する。9000型は試作車と量産車とに大別され、量産車のうち最後に増備された1編成の9108Fは外観が異なる。他にマイナーチェンジ型として9050型があり、在籍数は9000型・9050型合わせて10編成（100両）ながらバリエーションに富む。
後継車両である50070型とともに、東上本線と有楽町線・副都心線・東急東横線・横浜高速鉄道みなとみらい線の直通運転列車を主体に使用されている。2023年現在、9000型は東京メトロ線、東急線、みなとみらい線内で営業列車として運用される唯一のチョッパ制御車両である。
また、後に地下鉄直通用として登場した20000系（20000型・20050型・20070型）や30000系に関しては新型車両への置き換えや車両運用の都合などを理由として地下鉄直通運用からは撤退したが、本系列は試作車を除き地下鉄直通からは撤退していない。

## 系列別概要

### 9000型

#### 試作車（9101F）

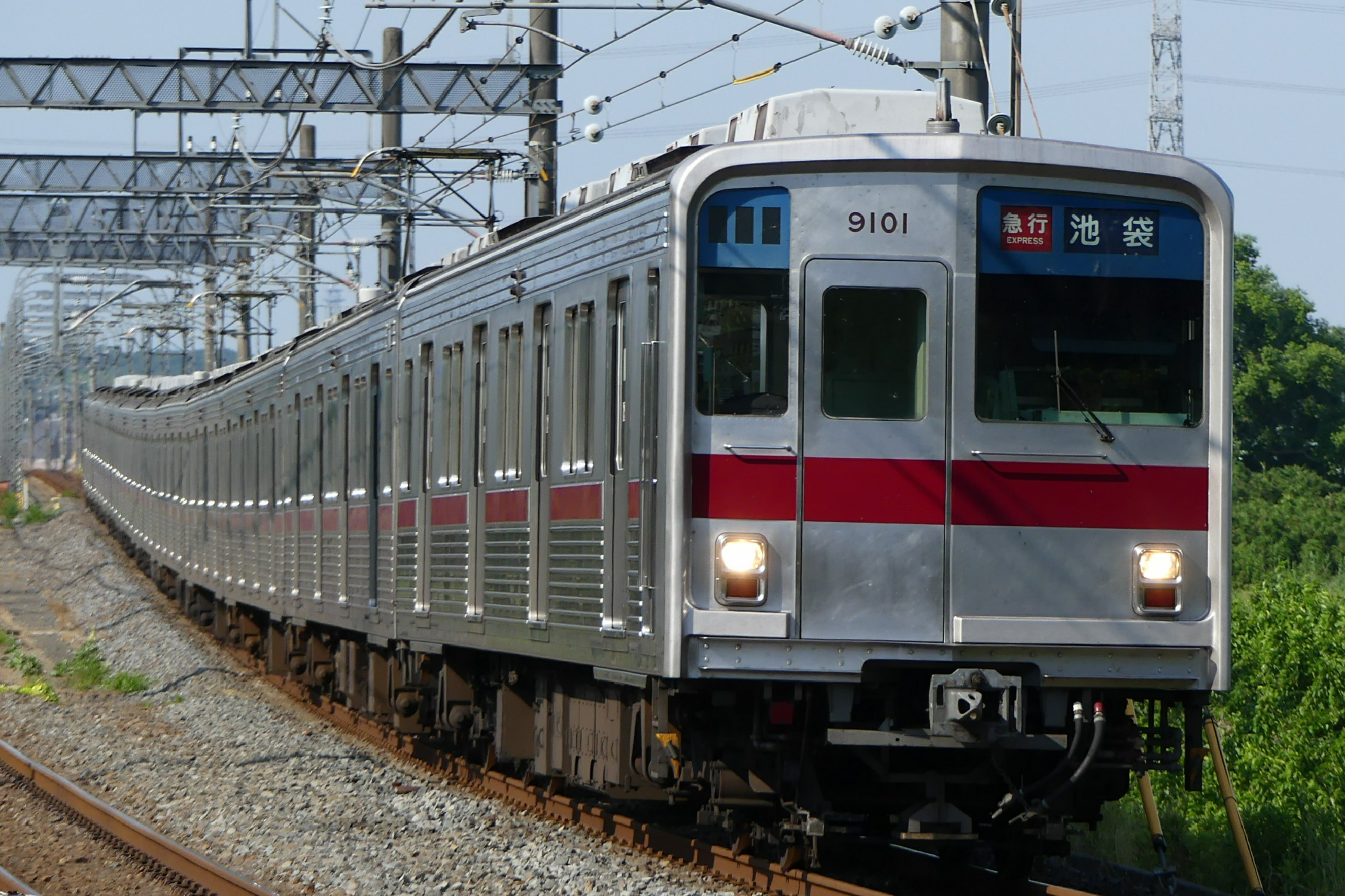
9000型9101F
（2018年6月3日）

1981年11月に竣工した10両編成1本の試作車で、同年12月28日より営業運転を開始。本編成落成当時、東上本線と有楽町線との直通運転時期までは期間があったが（約6年間）、乗務員への教習訓練や、実際に乗り入れを行う際にスムーズに行えるよう考慮して先行試作された。
本系列の設計にあたっては省エネ形長寿命経済車を目指し、以下の方針に重点を置いた。
- 省エネルギーな電車とすること
- 省力化保守に対応できるものであること
- 経費のかからないものとすること
- シンプルなものであること
- 高性能な電車であること

本系列は、東武鉄道の車両で初の10両固定編成であるとともに、8000系以来18年ぶりの新系列ということもあり、軽量ステンレス車体、AFE（自動界磁励磁）式主回路チョッパ制御装置、回生ブレーキ併用の全電気指令式電磁直通制動、1段式下降窓、それに通勤車としては初の自動式前面・側面行先表示器が採用されるなど、数多くの新機軸が導入された。
ただし、側面行先表示器については準備工事に留まり、1987年（昭和62年）の有楽町線乗り入れ開始直前まで使用されなかった。方向幕の内容は量産車（副都心線対応改造工事前）と共通で、有楽町線内の行先は黄色地に紺文字、東上本線普通の行先（池袋・上板橋・成増含む）は紺地に白文字の、それぞれ種別なしで表示されていた。
車体は軽量化や長寿命化の図れる軽量ステンレス構造を採用し、東武本線で1720系や5700系などの優等列車で用いられたロイヤルマルーンの帯を巻いている。東武鉄道が軽量ステンレス車両の導入を決定したのは東急車輛製造からの提案で、同社が開発した軽量ステンレス車両は東急8090系で実用化した、外板コルゲートを廃したビードブレス構造であった。しかし、東武鉄道の採用にあたっては、同社へ車両を製造していたアルナ工機・富士重工業3社との共同設計（技術比較のために1つの編成を3社が分担製造した）となり、軽量ステンレス車両の製造が初めてとなるアルナ工機や富士重工業にも製造がしやすい工法として、コルゲート外板の使用や板圧を厚くするなどの変更がされ、標準軽量ステンレス車である東急8090系よりも車両重量が増加した。
前面は周囲の部分をFRPの飾り枠で覆い、さらに中央で縦に「く」の字に折られたデザインとして立体感を強調したデザインとした。正面の非常口は車掌台側に寄せており、運転台スペースが広く取られている。外観には「ロイヤルマルーン」色の帯が巻かれ、これは以後の東武ステンレス車の標準となった。車体側面は屋根肩部は丸みを付け、また側面窓枠の角にも丸みを付けて上品な雰囲気の外観とした。
車内内板は天井をミルキーホワイト色、側面をクリーム色キャンパス模様の化粧板を使用して明るくすっきりさせる内装とした。側窓は東武鉄道初となる窓格子を廃したサッシュレス構造の一段下降式の窓とした。床敷物は緑色のアロンフロアリング仕上げ。側面の割り付けは8000系に準じており、座席は扉間が7人掛け、車端部が4人掛けとされている。落成時の座席モケットは、当時の8000系などの通勤車両と同じ「コロラド・オレンジ」と呼ばれる茶色系の色調であったが、後に量産車と同じ黄緑色のものへ交換されている。座席端部の仕切りはパイプによるもので、縦方向は直線ではなく段状になっている。
乗務員室内は緑色の配色で、主幹制御器はツーハンドルマスコン式である。また、運転台には機器の故障状況を表示するモニタ装置の表示盤が設置され、異常時にも迅速に対応出来るようにしている。
制御装置は東洋電機製造独自の方式となるAFE（自動界磁励磁）式主回路チョッパ制御を採用した。従来のチョッパ制御と異なり、界磁制御の容易な複巻電動機を用いることで主回路を簡素化している。形式はATRF-H8150-609Aで、主チョッパ装置（RG806-A-M）、断流器（SA17-A-M）、転換器（DH334-A-M）、主コンデンサ箱（S4303-A-M）、リアクトル装置（S4131-B-M）の5つの主要部品により構成される。
台車は従来から東武鉄道の車両で使用しているS形ミンデン（片板ばね式）構造の空気ばね台車（FS511形・FS011形〈東武形式TRS-81M形・TRS-81T形〉）で、本系列では軸箱の板ばね支持部にU形ゴムパッドを挿入したSU形ミンデン構造とすることで乗り心地の向上を図った。
主電動機は前述の通り直流複巻電動機150 kWの大出力を確保した。複巻電動機では故障の多さやサイズが大きくなる（これまでは出力130 kW程度が最大であった）という弱点があったが、いずれも設計段階で解決した。

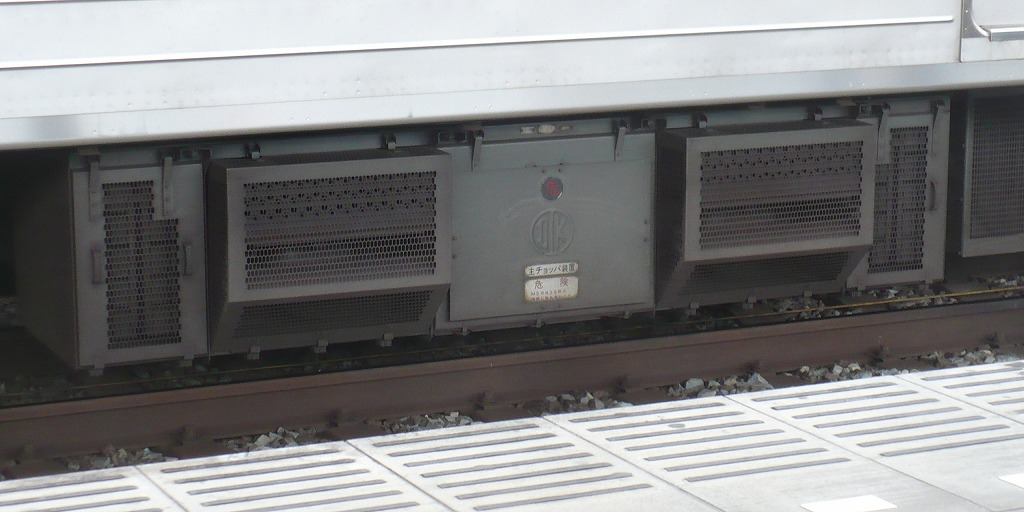
9000型の主チョッパ装置（量産車用）

ブレーキ装置は回生ブレーキを常用とする電気指令式空気ブレーキ（HRD-2R）を採用した。従来の電磁直通ブレーキ（HSC）方式と比較して空気配管の削減、ブレーキ応答性を大幅に向上させている。この他、保安ブレーキと降雪時に使用する抑圧ブレーキを装備している。また、基礎ブレーキ構造は付随台車は両抱き式踏面ブレーキ構造、動力台車は回生ブレーキを使用できることから片押し式踏面ブレーキ構造とした。
保安装置は東武ATS装置と地下鉄用ATC装置の機能を1つの装置に集約した東芝製の「ATC/S装置」を採用した。装置はICを用いたデジタル回路とすることで高信頼性を図っている他、ATC/S装置として集約したことで機器の大幅な小型化を実現している。また、列車無線装置は東武空間波無線（SR）及び地下鉄誘導無線（IR）の2種類を搭載した。補助電源装置は在来車で使用している電動発電機を大容量化したもので、210 kVAと大出力のブラシレス方式MG（TBG-81形）とした（東洋電機製造製TDK3361-A形）。
冷房装置は東芝製のRPU-3002A形（集約分散式能力12.2 kW・10,500 kcal/h）を各車4台搭載する（1両あたり48.84 kW・42,000 kcal/h）。
本編成は量産車が登場するのに合わせて1987年（昭和62年）9月にアルナ工機において、以下に記載するような有楽町線への乗り入れ改造が実施された。
- モハ9200形・モハ9500形・モハ9800形に2基搭載されていたパンタグラフを1基に削減。
- 主回路チョッパ装置を改良し、チョッパ周波数を高周波化。

その後、落成から約17年を迎える1997年（平成9年）7月から9月にかけてはM車（電動車）をアルナ工機に入場させ、主回路チョッパ装置が量産車と同等品へと交換された。
量産車とは車内の化粧板や側面方向幕の位置の違い（試作車では車端部だったが量産車では車両中央となった）などから判別することは容易である。客用扉の客室側はステンレス無塗装仕上げであり、ドアエンジンが8000系以前の車両と同じで腰掛下収納式で量産車の鴨居内蔵式とは異なる。車両間の連結面貫通扉はモハ9300形・モハ9600形・モハ9900形の池袋寄りに設置している。乗務員室と客室の仕切りには乗務員室扉の他に小窓が2つあるが、量産車ではそのうちの1箇所を配電盤のスペースとした。

#### 量産車（9102F - 9108F）

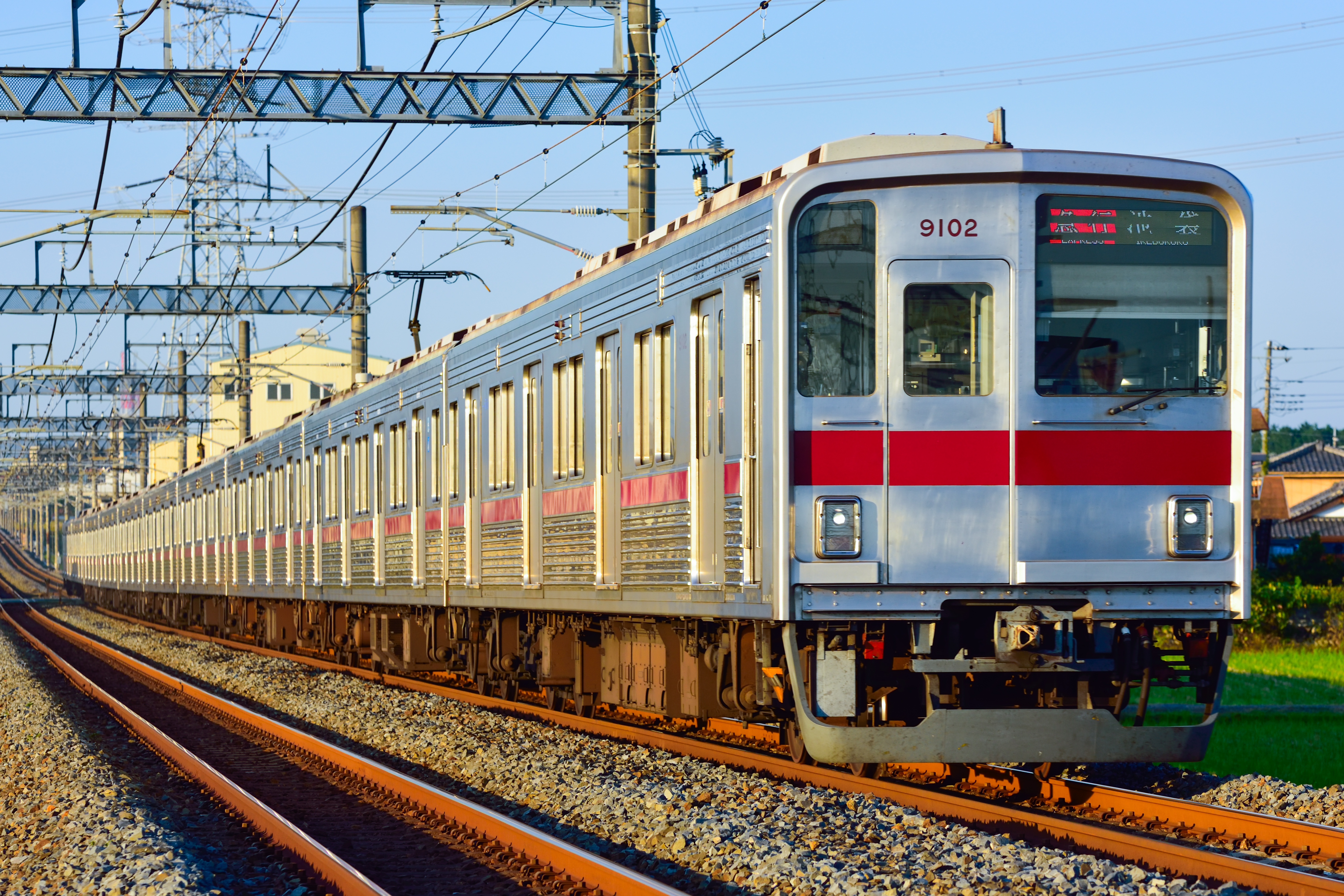
リニューアル工事施工後の9000型9102F
（2017年10月26日 高坂駅－東松山駅）

有楽町線との相互直通運転開始に伴い、1987年5月から8月にかけて量産車10両編成6本（9102 - 9107F）が増備された。試作車からの主な変更点は次の通り。
- 外観
  - 雨どいの設置位置が変更され、幕板部の形状が変化している。さらに屋根上に点検用のランボード（足掛け）が設置された。
  - 車体裾部に取り付けていた台車付近の補強材（通称：天秤梁）を省略。
  - 側出入口間の寸法を4,680 mmから4,800 mm（ドア中心同士の間隔）に延長、車端部は2,730 mmから2,550 mm（車体端からドア中心までの間隔）に短縮した。先頭車は車体長を変えずに乗務員室の寸法を確保するため、車端部は乗務員室側を2,700 mm、連結面側を2,400 mmとした。
  - 側面行先表示器の設置位置は車端部から中央部に変更され[7]、先頭車では設置箇所を1箇所増設した。
  - 冷房装置の筐体を通風器と一体型のカバーに変更[7]。
  - 前照灯ユニットの変更。
  - 尾灯や戸閉車側灯などには従来の電球に代わってLEDを採用。
- 走行装置
  - 制御装置の素子を逆導通サイリスタからGTOサイリスタ（4,500V - 2,300A）に変更し、素子の冷却方式をブロアによる強制風冷式から冷媒沸騰冷却式に変更（制御装置はATRF-H8150-615A形・チョッパ装置はRG615-A-M形）[8][9][7]。
  - 台車は改良が加えられ、基礎ブレーキは付随台車も片押し式となった。形式はFS511B形・FS011S形（東武形式TRS-81M形・TRS-83T形）。
  - 電動空気圧縮機はHB-2000CA形（2000l/min）からHS20C形（2130l/min）へ変更され、振動や騒音の低減が図られている[7]。
  - ブレーキ制御装置も変更され、緩解音が若干変化している。
  - パンタグラフは搭載数が見直され、1両につき2台から1台（1編成あたり3台）に削減。
- 内装
  - 側出入口位置の変更に伴い、車端部の座席が3人掛けとなったほか、座席の1人分の掛け幅を425mmから450mmに拡大。
  - 床は緑色のアロンフロアリングから茶色のロンリウムに変更されている。
  - 客用扉客室側は化粧板仕上げに変更され、連結面貫通扉は各車両に設置された。
  - 車内天井では冷風吹き出し口が変更され、補助送風機として新たにスイープファンを設置。
- 乗務員室
  - 運転台のマスコンハンドルとブレーキ設定器を無接点化し、操作性の向上と小形化を図っている。

その後、1991年（平成3年）には新たに10両編成1本が増備された。この9108Fでは、車体側面はビードプレス加工となり、全体が光沢を抑えたダルフィニシュ（梨地）仕上げになるなど、外観が10030型に準じたものとされ、印象が変わっている。また、補助電源装置も従来のブラシレスMGから10030型と同様のGTO素子を使用した静止形インバータ（SIV）に変更されている。この他、電動空気圧縮機の搭載車両の変更や車内でラジオ放送が受信できるようラジオ受信装置を設置するなどの改良がされている。

### 9050型（9151F・9152F）

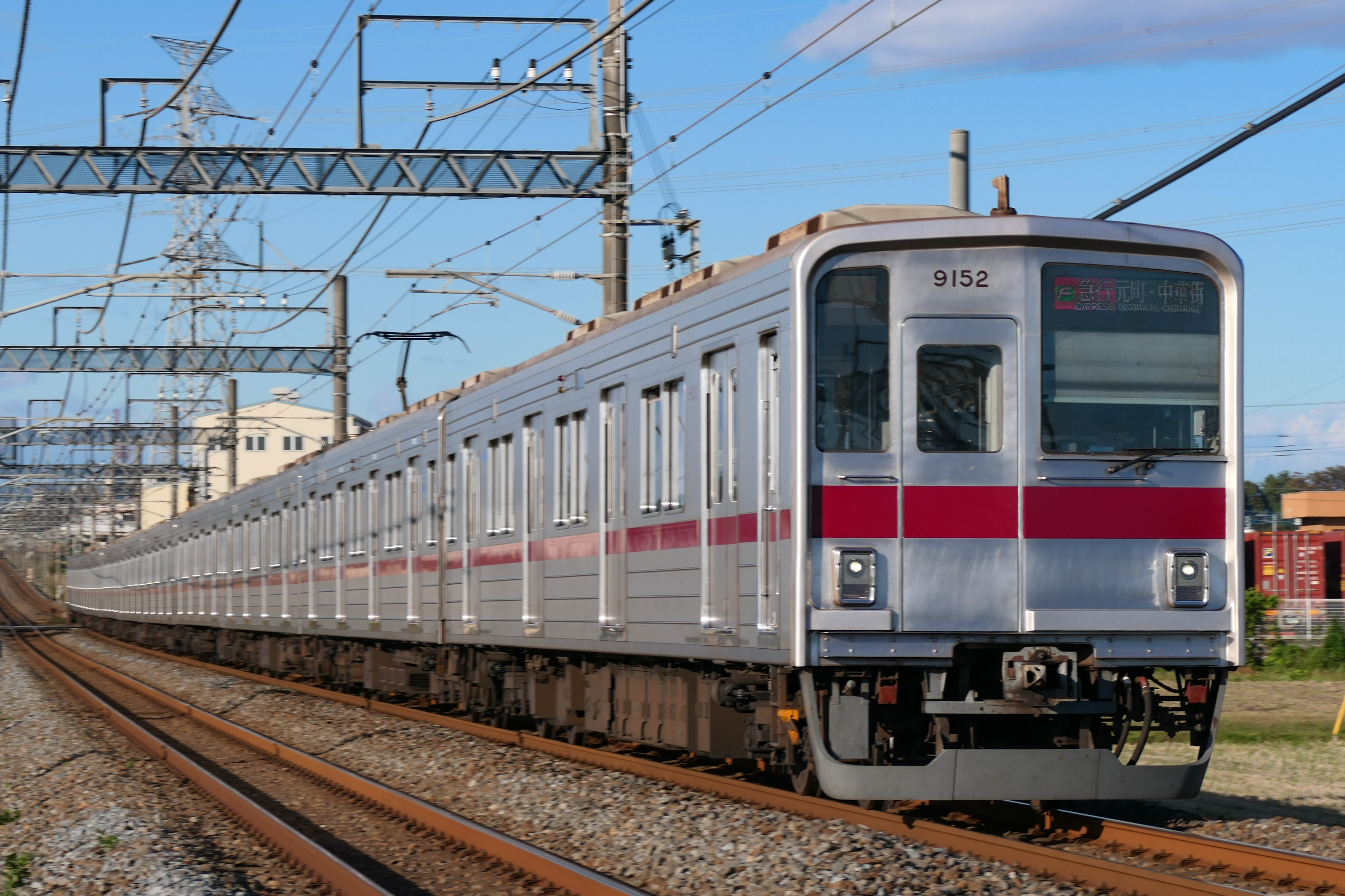
リニューアル工事施工後の9050系9152F
（2021年10月23日 東松山駅－高坂駅）

1994年12月7日の有楽町線新線（現：副都心線）の開業に伴う輸送力増強のため、9000型のマイナーチェンジ車両として10両編成2本が製造された。本系列は「明るい」「都会感覚」をコンセプトとした。
9108Fや10030型と同様に外板はビードプレス加工でロイヤルマルーンの帯を巻いており正面形状にも変化はないが、前面窓枠内を黒色基調とした他、行先表示器は字幕式からLED式となった。また、電動機の冷却用に設けられていた屋上の通風器を廃止。側窓については引き続きユニット式1段下降窓構造だが、9000系のシュリーレン方式からスパイラルバランサ方式として、保守性の向上が図られている。
本系列では制御装置が日比谷線直通用の20000系20050型と同型の東洋電機製造製のGTOサイリスタ素子によるVVVFインバータ制御とされた。なお、VVVFインバータ装置と主電動機は20050系と同一品を使用しており、機器の共通化による予備品低減が図られている。
補助電源装置は機器の小形化と低騒音化（GTO素子に比較してスイッチング周波数が高いため）を図れるIGBT素子を使用したSIVに変更した。空気圧縮機は電動機を直流電動機から三相誘導電動機を使用したSIM-HS-20-1形を使用し、小形化やメンテナンス性の向上を図った。台車はボルスタレス台車（SS-141・SS-041形、東武形式TRS-94M形・TRS-94T形）に変更された。
内装カラーは白色の化粧板を基本とし、床敷物は中央通路部にマーブル調の茶色を、座席前は茶色単色としてフットラインを明確にした。座席モケットは茶色系の区分柄入りで、1人分の座席掛け幅は450mmを踏襲。この白色内板に床敷物と座席モケットに茶色を配色することで、明るくソフトな室内空間とした。なお、優先席部の座席モケットはシルバー色として一般席と差別化を図っている。
編成中の2か所には車椅子スペースを設置しており、この場所には非常時に乗務員と相互通話が可能な通話式非常通報装置を配置している（同スペース以外は警報式非常通報装置のまま）。床面高さは9000系の1,175 mmから1,150 mmに下げられたため、天井高さを25 mm高くしている。また、側出入口部は30 mm高くした1,830 mmとしている。荷棚は金網式からパイプ式に変更、連結面の貫通扉は下方まで拡大された大形窓のものとした。
サービス機器では自動放送装置（新製時は東上線男声、営団線女声）と乗降促進ブザーが採用され、側面には車外案内放送用スピーカーを設置。製造時には各ドア上部に9インチ液晶モニター式の車内案内表示器とドアチャイムを装備した。ただし、1999年に2編成とも輝度低下やバックライトが劣化し、維持費がかかるため撤去され広告枠となった。その後、2008年の副都心線対応改造工事の際、3色LED横スクロール式車内案内表示器が千鳥状に再度設置されている。

## 副都心線直通に伴う外装・内装の更新工事
2006年（平成18年）10月から、2008年（平成20年）6月14日に開業する東京メトロ副都心線への直通運転に対応するための改造工事が開始された。
最初に施工されたのは9102Fで、2007年3月28日付けで竣工。同日より試運転の後、6月11日の有楽町線直通運用から営業運転を再開した。同年度の東武の事業計画で7本を改造するとの発表があり、翌2008年6月7日付けで竣工した9152Fをもって完了。また、この改造と同時に客室内のリニューアル工事も行われた。改造は森林公園検修区において日立製作所と日本電装が共同で実施し、車内にはそれぞれの会社名が明記されたプレートが取り付けられている。
- 2006年（平成18年）度
  - 9102F
- 2007年（平成19年）度
  - 9103F（6月 - 8月）・9106F（8月 - 10月）・9107F（9月 - 11月）・9104F（11月 - 12月）・9108F（12月 - 2008年2月）・9151F（1月 - 3月）
- 2008年（平成20年）度
  - 9105F（3月 - 4月）・9152F（4月 - 6月）

主な改造内容は以下の通り。
- 外観
  - 前照灯のHID化。
  - 前面下部にスカートを設置。
  - 車外幕板部にスピーカー（乗車促進ブザー）を設置（新製時に設置済みの9050型を除く）。
  - 行先表示器のフルカラーLED化（英字併記付き明朝体表示、前面運行番号表示は黄緑色のゴシック体。地下鉄線内でも西武6000系と同様の種別表示が出来るようになり「副都心線直通 地下鉄線内急行」といった表示も行うようになった）。下画像のように、2013年（平成25年）3月16日に直通運転が開始された東急東横線・みなとみらい線の行き先表示も用意されている。
  - パンタグラフをシングルアーム式に換装。
  - 基本的な機器類に大きな変更点はないが、先頭車床下では副都心線乗り入れに必要な機器が追設されている。先頭車床下には新たにATO装置と戸閉制御切換装置を[注 6]、クハ9000形・クハ9050形にはATO送受信装置（トランスポンダ）とATO車上子を搭載。
- 車内内装
  - 室内の内張りを50070型同様の白色の高硬度アートテック基板としたものへ全面的に交換（9050系を除く）。
  - 床敷物をグレーの難燃性ゴム材に、出入口部では黄色柄のものへ交換。
  - 側窓のカーテンを森林をイメージしたものに交換。
  - 客用ドアの交換（9050型を除く）。ドアガラスを複層ガラス化。
  - ドア脇の手すりを黄色に着色。
  - 座席モケットを緑系（9050型は茶系）から青系の「キュービックブルー柄」（優先席は青緑色の「コンフォートグリーン」）に交換の上バケットシート化。
  - 7人掛け座席に3＋4人で区切るスタンションポールを設置。
  - 座席横の仕切りをパイプ式から大型板（30000系後期車と同一品）に交換。
  - 2号車の1号車側と、9号車の10号車側の車端部には車椅子スペース（他の副都心線車両とは反対の位置）を新設したほか、非常通報器を乗務員と相互通話可能な対話式に変更（9050型は新製時より設置済み）。
  - 連結面においては貫通扉を50000系列と同一品に交換し、ドアクローザ機構を取り付け、ドアストッパーは撤去。
  - 旅客案内用にLED1段表示の車内旅客案内表示器を客用ドア上部に左右交互に配置（千鳥配置）で新設し、合わせてドアチャイム・自動放送装置の新設も行われた[注 7]。
  - 網棚は従来のものを再用。
  - ドア付近のつり革の先に黄色いテープを貼り付け、車両番号、禁煙のプレートを新式に交換（9050型は未交換）。
- 乗務員室は、ワンマン運転対応用にほとんどの機器を更新。
  - 室内の配色をグリーンからダークグレーに変更。
  - 運転台計器盤周辺は50070型とほぼ同じ設計のデスクタイプに変更し、主幹制御器をワンハンドル化。マスコンテーブル周囲には各ワンマン運転用機器を、運転台左端にノッチ位置表示灯などを設置。また、上部にはホーム監視用の車上CCTVとミリ波画像受信機を新設。
  - 従来からのモニタ装置更新に合わせて運転台のモニタ表示盤はタッチパネル式の液晶モニター化し、車両状態の表示機能にサービス機器の制御機能を追加。この表示器は東芝製の「モニタ装置」であり、表示内容は50070型のATIモニターと類似したものとなっている。
  - 乗務員室背面にあった行先表示設定器を撤去（行先設定機能はモニタ表示器に内蔵）し、副都心線対応スイッチ（ATC切換スイッチ・ATO運転モード〈平常 - 回復〉・ワンマン - ツーマン切換・仕切開戸操作器〈電磁鎖錠用〉）などを新設。
  - ワイパーを空気式から電動式化のうえアーム形状変更。
  - フロントガラスの日除け（遮光パネル）を巻き上げカーテン式に変更。
  - 乗務員室仕切開戸を電磁鎖錠に対応させるために交換し、扉上部には通行表示灯を新設。

なお、副都心線への直通対応工事は9102F以降の量産車のみの施工となっている。試作車の9101Fは量産車とドア位置が異なるため、副都心線のホームドアには対応出来ないことから乗り入れは不可能となり、同線乗り入れ対応改造対象外となっている。そのため、2008年6月のダイヤ改正を控えた6月8日からは「Y」マーク（有楽町線のみ入線可の車両を示すステッカー）を貼付し、原則として東上線の地上運用のみに就いていた。その後、有楽町線各駅へのホームドア設置を前にした2010年5月22日より有楽町線でATOの使用が開始されたため、9101Fは「Y」マークを取り外して有楽町線直通運用からも外れた。

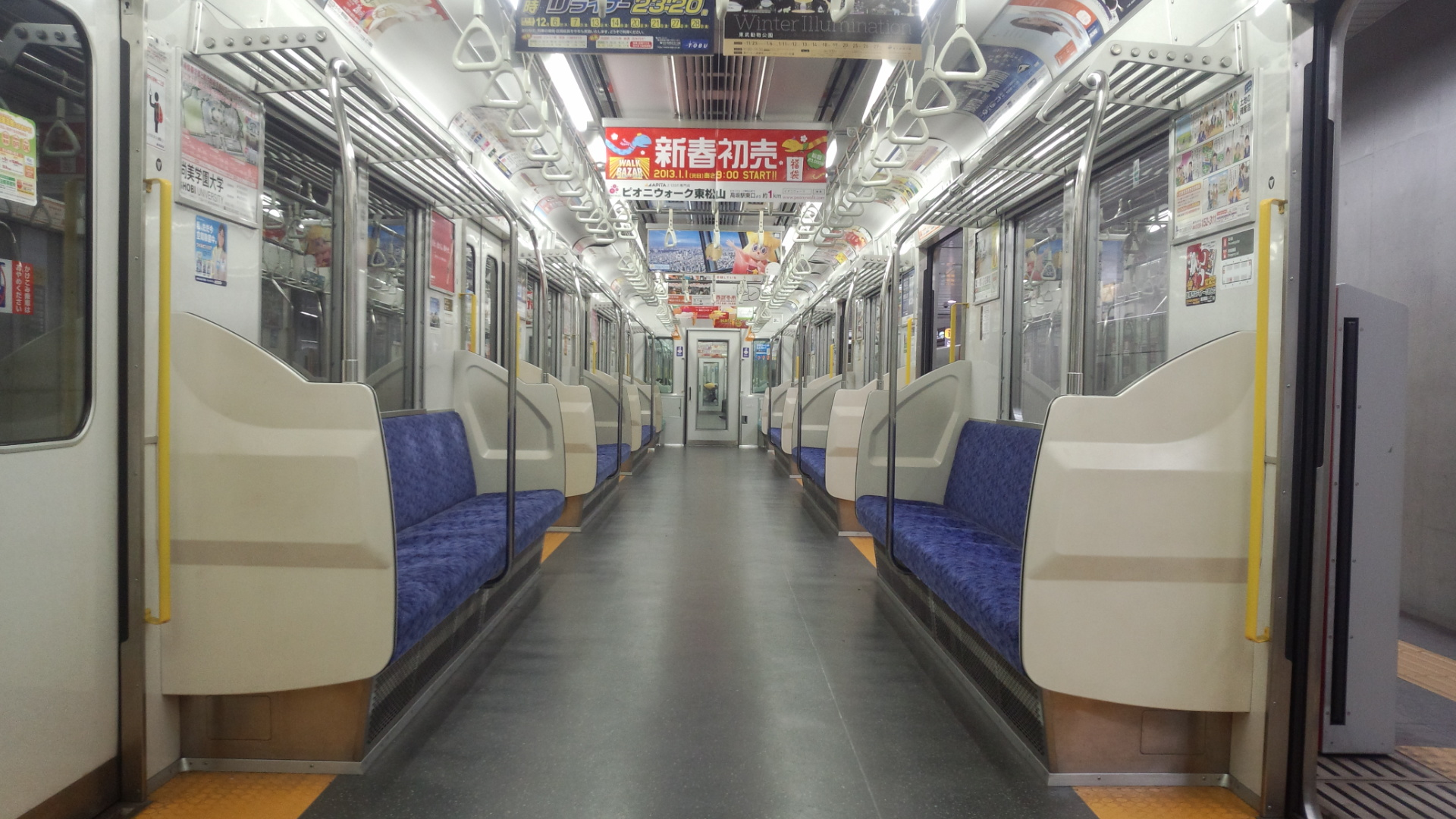
リニューアル後の9050型の車内
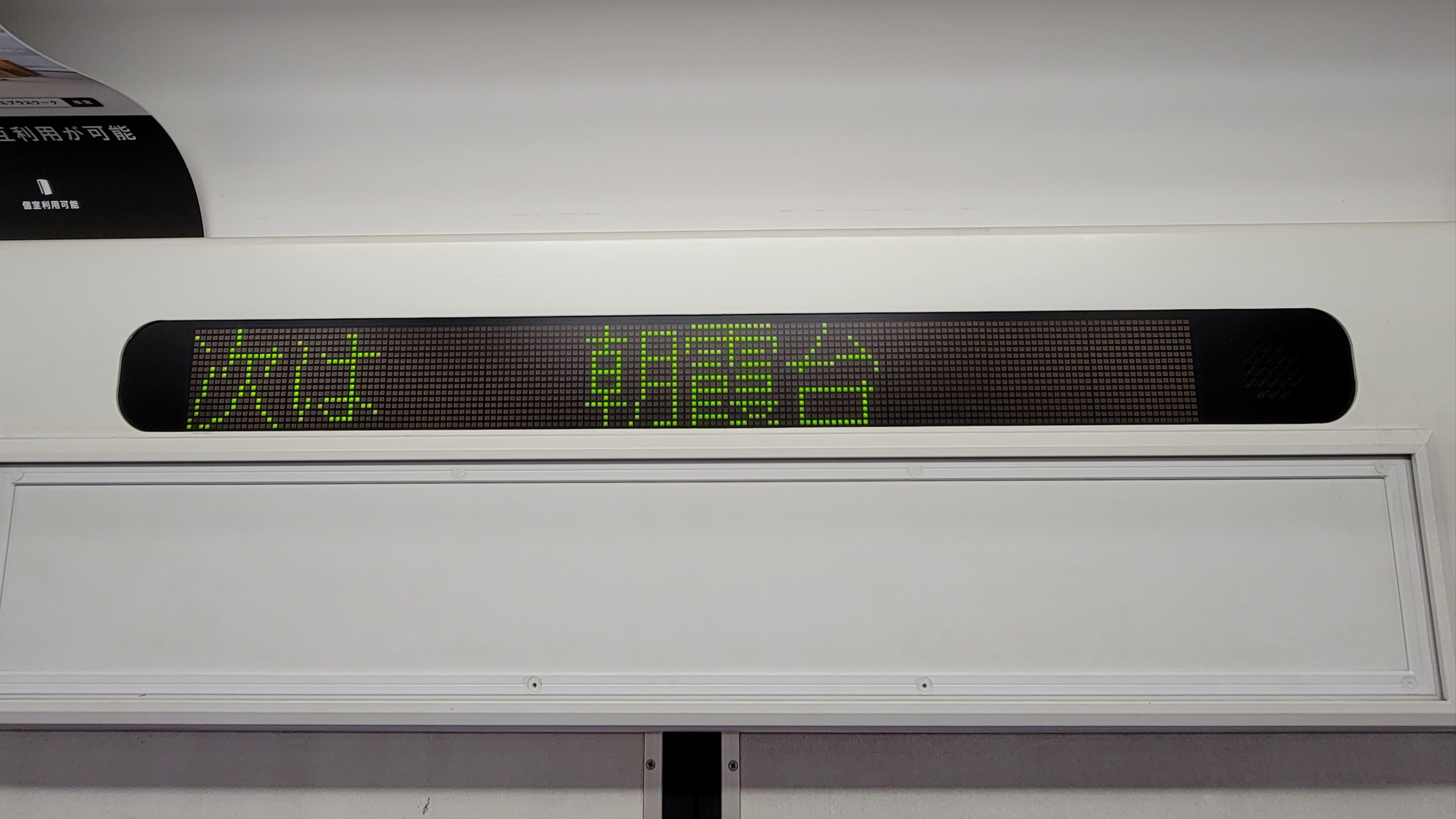
LED式車内案内表示器（2021年10月）
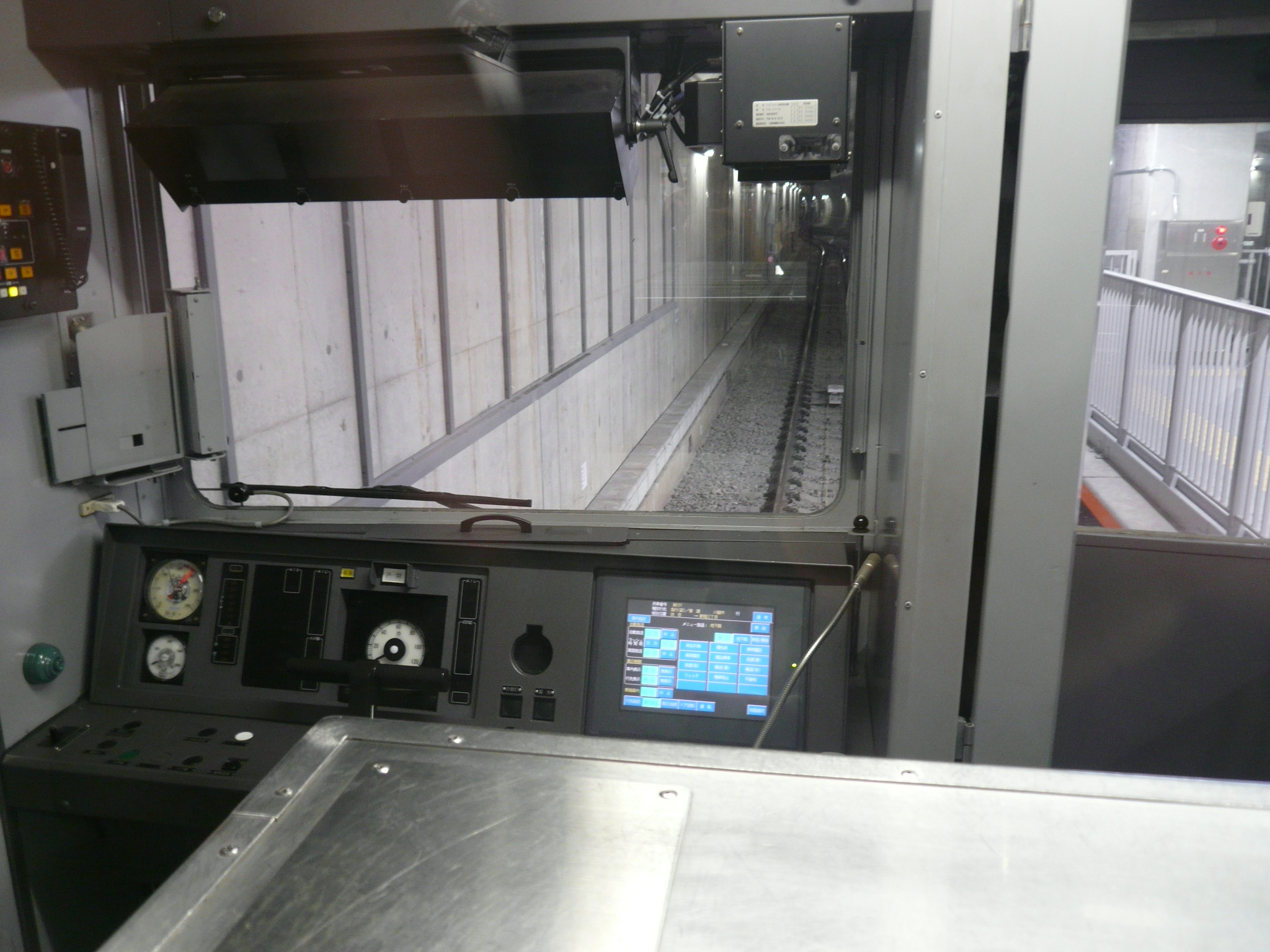
副都心線対応改造車の運転台
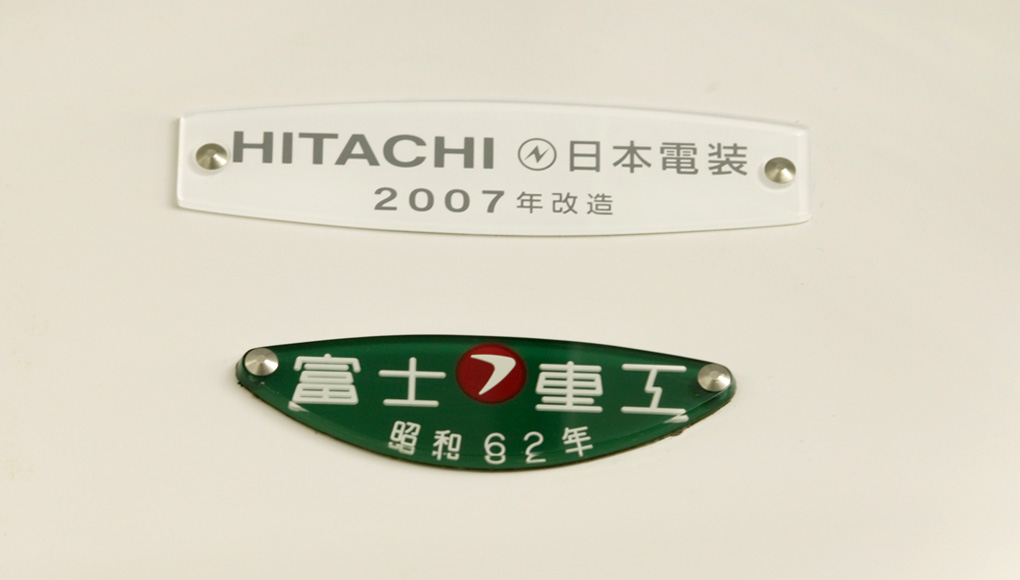
更新改造車の車内銘板

ただし、リニューアル車の床敷物は本来はアルミ材を敷いた上でゴム製の床敷物を貼り付けるが、現車ではアルミ材が敷かれておらず、鉄道車両の火災対策基準を満たさないことから、国土交通省より改善指示が出された。これに対し、東武鉄道は他系列を含めて2014年（平成26年）度上期までの予定で取り替えると回答している。

## 編成表・諸元表
|          |               | ← 池袋 新木場 元町・中華街川越市 森林公園 小川町 → |                 |                 |                 |                 |                 |                 |                 |                 |                  |
| 号車     | 号車          | 10                                                 | 9               | 8               | 7               | 6               | 5               | 4               | 3               | 2               | 1                |
| 形式     | 形式          | クハ9100形 (Tc1)                                   | モハ9200形 (M1) | モハ9300形 (M2) | サハ9400形 (T1) | モハ9500形 (M1) | モハ9600形 (M3) | サハ9700形 (T2) | モハ9800形 (M1) | モハ9900形 (M4) | クハ9000形 (Tc2) |
| 搭載機器 | 9101F - 9107F |                                                    | CHOP            | MG              |                 | CHOP            | CP,CP           |                 | CHOP            | MG,CP           |                  |
| 搭載機器 | 9108F         |                                                    | CHOP            | SIV1,CP         |                 | CHOP            | SIV1,CP         |                 | CHOP            | SIV1,CP         |                  |
| 車両重量 | 車両重量      | 29.0 t                                             | 40.0 t          | 39.0 t          | 28.0 t          | 40.0 t          | 38.0 t          | 28.0 t          | 40.0 t          | 40.0 t          | 29.0 t           |
| 車両番号 | 車両番号      | 9101 ： 9108                                       | 9201 ： 9208    | 9301 ： 9308    | 9401 ： 9408    | 9501 ： 9508    | 9601 ： 9608    | 9701 ： 9708    | 9801 ： 9808    | 9901 ： 9908    | 9001 ： 9008     |
| 形式     | 形式          | クハ9150形 (Tc3)                                   | モハ9250形 (M5) | モハ9350形 (M6) | サハ9450形 (T3) | モハ9550形 (M7) | モハ9650形 (M8) | サハ9750形 (T4) | モハ9850形 (M7) | モハ9950形 (M9) | クハ9050形 (Tc4) |
| 搭載機器 | 搭載機器      |                                                    | VVVF            | SIV2,CP         |                 | VVVF            | SIV2,CP         |                 | VVVF            | SIV2,CP         |                  |
| 車両重量 | 車両重量      | 30.0 t                                             | 37.5 t          | 36.5 t          | 26.0 t          | 37.5 t          | 36.0 t          | 26.5 t          | 37.5 t          | 36.5 t          | 30.0 t           |
| 車両番号 | 車両番号      | 9151 9152                                          | 9251 9252       | 9351 9352       | 9451 9452       | 9551 9552       | 9651 9652       | 9751 9752       | 9851 9852       | 9951 9952       | 9051 9052        |

- CHOP：主回路チョッパ制御装置
- VVVF：VVVFインバータ制御装置
- CP：空気圧縮機
- MG：電動発電機（ブラシレスMG・210 kVA）
- SIV1：GTO式静止形インバータ（モハ9300形・モハ9900形は140 kVA・モハ9600形は75 kVA）
- SIV2：IGBT式静止形インバータ（モハ9300形・モハ9900形は190 kVA・モハ9600形は120 kVA）
- 9000型はモハ9200形・モハ9500形・モハ9800形に、9050系はモハ9250形・モハ9550形・モハ9850形にパンタグラフを1基ずつ搭載する。
- 上記のデータは鉄道図書刊行会「鉄道ピクトリアル」2008年1月臨時増刊号「東武鉄道特集」による。
- なお、9000型・9050型ともに副都心線対応改造後は、搭載機器の増大に伴いクハ9100形は0.3 t、クハ9000形は0.4 t車両重量が増加している。

|              | 9000型                                                                         | 9050型                                                                         |
| 起動加速度   | 3.3 km/h/s                                                                     | 3.3 km/h/s                                                                     |
| 減速度       | 3.7 km/h/s（常用） 4.5 km/h/s（非常）                                          | 3.7 km/h/s（常用） 4.5 km/h/s（非常）                                          |
| 設計最高速度 | 110 km/h                                                                       | 110 km/h                                                                       |
| 定員         | Tc1・2=136名 他=144名                                                          | Tc3・4=141名 他=152名                                                          |
| 車長         | 20,000 mm                                                                      | 20,000 mm                                                                      |
| 車側灯間     | 2,874 mm （9108Fは2,878 mm）                                                   | 2,878 mm                                                                       |
| 車体幅       | 2,770 mm （9108Fは2,781 mm）                                                   | 2,781 mm                                                                       |
| 車高         | 4,145 mm                                                                       | 4,145 mm                                                                       |
| 冷房能力     | 42,000 kcal/h/車両（集約分散式、10,500 kcal/h×4基）                            | 42,000 kcal/h/車両（集約分散式、10,500 kcal/h×4基）                            |
| 集電装置     | PT48型下枠交差式パンタグラフ （修繕車はPT7112A型シングルアーム式パンタグラフ） | PT48型下枠交差式パンタグラフ （修繕車はPT7112A型シングルアーム式パンタグラフ） |
| ブレーキ装置 | 回生ブレーキ併用全電気指令式空気ブレーキ                                       | 回生ブレーキ併用全電気指令式空気ブレーキ                                       |
| 制御装置     | 東洋電機製造製 AFE主回路チョッパ (ATRF-H8150-615A)                             | 東洋電機製造製 GTOサイリスタ式VVVFインバータ (ATR-H8150-RG642B)                |
| 主電動機     | 直流複巻電動機 150 kW                                                          | かご形三相誘導電動機 150 kW                                                    |
| 歯車比       | 16:87 (5.44)                                                                   | 14:87 (6.21)                                                                   |

## 運用
東上本線の池袋 - 小川町間と、直通運転を行う有楽町線全線及び副都心線全線・東急東横線全線・みなとみらい線全線で運用される。基本的には有楽町線・副都心線・東急東横線・みなとみらい線の直通運用に使用されるが、東上本線の地上運用にも充てられる。なお、試作車の9101Fは量産車とドア位置が異なるため地上線専用運用となっている。
東上本線では、TJライナーと川越特急以外の種別に充当される。有楽町線・副都心線では全種別に充当される。東急東横線・みなとみらい線では10両運転が可能な各停以外の種別に充当されている。
2023年3月18日からは東急東横線を介して東急新横浜線・相鉄新横浜線に直通し、相鉄本線と相鉄いずみ野線への直通運転も開始されたが、本形式は東京メトロの車両同様相鉄へは乗り入れない。
現在東武東上線のツーマン運転区間、直通先の他社線内では、東武東上線内の自社・他社系式、直通先（有楽町線・副都心線・東横線・みなとみらい線）の自社・他社系式を含めて最古参の系式となっている。
2024年2月12日より同年8月末ごろまで、東武東上線、東京メトロ副都心線・有楽町線、東急東横線、横浜高速鉄道みなとみらい線で、ラッピング車両「すぐ、そこ。KAWAGOE！トレイン」を運転。9050型10両編成1本を対象に、川越の観光スポットなどのイラストで装飾。

## 廃車
試作車である9101Fが2023年10月16日から翌日17日かけて、森林公園検修区から秩父鉄道線経由で渡瀬北留置線（北館林荷扱所）に回送され、本系列では初の廃車となった。

## 今後の予定
2026年度以降、新型車両90000系を導入すると発表された。90000系は7編成70両が導入され、本系列は順次置き換えられる予定。

## その他
2020年9月17日、9152Fが秩父鉄道経由で羽生まで甲種輸送された後、深夜に南栗橋まで自力回送され、伊勢崎線と日光線へ初入線し、曳舟まで乗り入れている。それにあたりサハ9452の台車がPQ輪軸に換装され、9月18日の終電後から試運転が行われ、9月20日の終電後の試運転では、佐野線渡瀬まで入線した。
2020年に、本系列の定期検査を担当していた川越工場が、業務を南栗橋車両管区と森林公園検修区へ移管したため、同年11月、9108Fが秩父鉄道経由で南栗橋車両管区まで回送され入場している。
リニューアル前の2002年9月から、一部編成の車体下部にラッピング広告を貼り付けしていた。そのうち、9151Fは2007年（平成19年）10月から11月まで「東武鉄道創立110周年記念列車」として運用され、車内には東武鉄道の過去から現在までの車両の中吊りポスターが掲出されていた。